# Lorena Capelli
Lorena Capelli (Río de Janeiro, 1945-Barcelona, 1976) fue una cabaretista brasileña que desarrolló su carrera en España. Su vida inspiró la película El transexual, donde fue interpretada por Ágata Lys.

## Vida y carrera
Lorena nació en 1945 en Río de Janeiro, hija de un miembro de un cuerpo diplomático brasileño.
Durante su infancia sufrió multitud de maltratos y humillaciones por parte de su padre debido a su identidad de género, y desde una temprana edad se identificó como una mujer, viviendo su vida abiertamente como mujer trans, y afirmando que Dios simplemente se había equivocado al asignarla órganos de varón. Debido a esto se sometió en 1971 a su primera cirugía de reasignación de sexo, en una operación fallida que le producía dolor debido a la estrechez de su nuevo aparato genital.
A principios de la década de 1970 ya trabajaba en cabarets de Alemania, Francia (Le Carrousel de Paris) e Italia. En 1975, tras actuar en varias salas de fiesta como la Mario's de Barcelona, encabezó el espectáculo erótico-musical del Teatro Victoria de Barcelona. Un año después comenzó a actuar de forma fija en el cabaret Michele Night Club de Madrid. En esta etapa fue entrevistada en varias revistas nacionales como Papillón y Lib.
En 1976 falleció prematuramente en una mesa de operaciones, en una intervención quirúrgica en la que pretendía perfeccionar los resultados de su operación de reasignación de género, a la que se había sometido años antes, muriendo a causa de peritonitis.
La noticia de su muerte fue cubierta por multitud de medios de la prensa nacional, y en 1977 su vida fue llevada al cine a través de la película El transexual, donde fue interpretada por Ágata Lys.